# Queerty
Queerty là một báo và tạp chí điện tử chuyên đưa tin giải trí và tin tức liên quan đến người đồng tính nam và cộng đồng LGBTQ, được thành lập vào năm 2005 bởi David Hauslaib. Đến tháng 6 năm 2015, trang web đã có hơn 5 triệu lượt truy cập hàng tháng.

## Lịch sử
Queerty được thành lập bởi David Hauslaib vào năm 2005 cùng Bradford Shellhammer trong vai trò biên tập viên sáng lập. Tạp chí đã phải ngừng hoạt động một thời gian ngắn vào năm 2011, trước khi được bán cho Q.Digital, Inc., chủ sở hữu và nhà điều hành hiện tại. Trước đó, vào năm 2010, Newsweek đã gọi Queerty là "trang web hàng đầu về các vấn đề đồng tính nam".
Từ năm 2012, tạp chí đã tổ chức trao Giải thưởng Queerty hay "Queerties", trong đó có hạng mục cho phép độc giả bình chọn "Văn hóa và Truyền thông LGBTQ tốt nhất" vào mỗi tháng 3 hàng năm.